# Germogen (Maksimov)

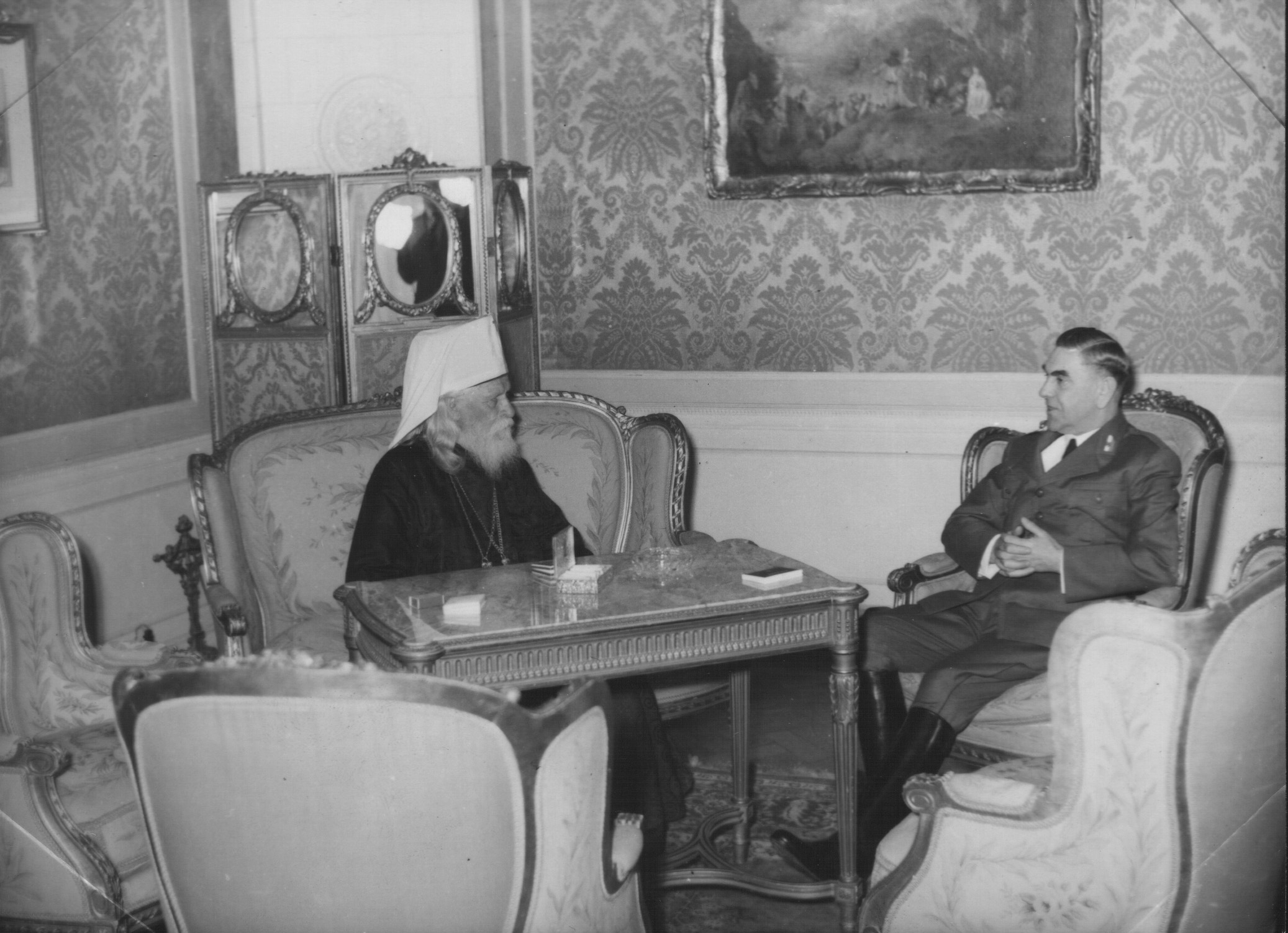
Der kroatische Staatsführer Ante Pavelić im Gespräch mit dem Metropoliten Germogen (links).

Germogen (bürgerlich Grigori Iwanowitsch Maximow, russisch Григорий Иванович Максимов, transliteriert Grigorij Ivanovič Maksimov, kroatisch Maksimović; * 10. Januar 1861 in der Staniza Nagawskaja bei Nowotscherkassk, Don-Oblast, Russisches Kaiserreich; † 30. Juni 1945 in Zagreb, Jugoslawien) war ein russisch-orthodoxer Priester und Metropolit der Kroatisch-Orthodoxen Kirche.

## Leben
Germogen wurde 1861 in dem damals über 3000 Einwohner zählenden Donkosaken-Ort Nagawskaja am rechten Ufer des Don geboren. Er machte 1886 seinen Abschluss an der „Geistlichen Akademie Kasan“ der Russisch-Orthodoxen Kirche. Im Jahr 1897 erhielt er die Priesterweihe und wurde Religionslehrer. 1909 bekam er die Mönchsweihe und bereits ein Jahr später erhielt er die Bischofsweihe und wurde Vikarbischof von Rostow am Don. In den Jahren 1917/18 war er Mitglied des Landeskonzils. Nach der Russischen Revolution stand er im Jahr 1918 unter Hausarrest und ging nach seiner Freilassung in den Untergrund. 1919 floh er aus Sowjetrussland. Von 1922 bis 1929 war er der Leiter der russisch-orthodoxen Gemeinden in Griechenland. 1929 übernahm er die gleiche Funktion im Königreich Jugoslawien.
Im Jahr 1942, Germogen hielt sich zu diesem Zeitpunkt im orthodoxen Mönchskloster Novo Hopovo in der Fruška Gora (Vojvodina) auf, wurde er zum Metropoliten der Kroatisch-Orthodoxen Kirche im Unabhängigen Staat Kroatien ernannt. Da er ethnischer Russe und kein Serbe war, wurde er als eine Art Kompromisskandidat zwischen der serbenfeindlichen Regierung einerseits und der aus der Serbisch-Orthodoxen Kirche stammenden Priesterschaft andererseits ausgewählt. Germogen gab später an, er habe seiner Ernennung nur unter Drohung zugestimmt, weil man die orthodoxen Serben sonst weiter verfolgt hätte. 
Für seine Kollaboration mit dem Ustascha-Staat wurde er am 29. Juni 1945 von einem Militärgericht der kommunistischen Tito-Partisanen (Stadtkommandantur Zagreb) zum Verlust aller bürgerlichen Rechte, Konfiskation des Besitzes und Tod durch Erschießen verurteilt und am darauffolgenden Tag exekutiert.